# Chassalia subspicata
Chassalia subspicata är en måreväxtart som beskrevs av Karl Moritz Schumann. Chassalia subspicata ingår i släktet Chassalia och familjen måreväxter.
Artens utbredningsområde är Kamerun. Inga underarter finns listade i Catalogue of Life.